# Красное Утро (Тверская область)
Красное Утро — деревня в Пеновском районе Тверской области России. Входит в состав Чайкинского сельского поселения.

## География
Расположена недалеко от реки Кудь, в 15 км по прямой и в 21 км по автодорогам к северо-западу от районного центра.

## История
Деревня возникла в 1930-е годы как колхоз «Красное Утро».

## Население
| 2010 |
| ---- |
| 1    |

Согласно результатам переписи 2002 года, в национальной структуре населения русские составляли 100 % от общей численности населения в 1 чел..

## Транспорт
Деревня доступна автотранспортом, через неё проходит автодорога 28Н-1237. Остановка общественного транспорта «Красное Утро».